# Júlio Bavastro
Júlio Bavastro, auch Giulio Bavastro bzw. Júlio Bavastro (II), (* 7. April 1894 in Paysandú; † gefallen im Ersten Weltkrieg am 28. Januar 1918 am Monte Valbella bei Gallio, Italien) war ein uruguayischer Fußballspieler, der auf der Position eines Stürmers spielte.
Der damals erst sechzehnjährige Júlio Bavastro wechselte in der Saison 1910/11 zum AC Mailand. Dort spielte er in der Folge drei Spielzeiten, ohne sich jedoch einen Stammplatz erkämpfen zu können. Insgesamt absolvierte er für Mailand 36 Ligapartien und erzielte dabei 4 Tore. Anschließend war er auch für Inter Mailand aktiv. Zwischen dem 12. Oktober 1913 und dem 21. März 1915 absolvierte er 41 Liga-Spiele für den Verein und erzielte 10 Tore.
Während des Ersten Weltkrieges fiel Bavastro an der Front.